# 임강택
임강택은 한국의 북한경제 연구자이다. 뉴욕주립대학교 올버니에서 북한의 대외무역을 주제로 경제학 박사학위를 받고, 동북아시대위원회 전문위원, 민주평통 자문위원을 지냈다. 주요 연구분야는 주요 연구분야 북한 경제, 남북 경제 통합, 동북아 경제협력이다. 1997년부터 국책연구기관인 통일연구원(당시 민족통일연구원)에서 근무하기 시작하였으며, 석좌연구위원 및 원장으로 재직하였다.

## 학력
- 뉴욕주립대학교 올버니 (State University of New York at Albany) 경제학 박사 (Ph. D.), (1989. 8. - 1996. 5.)
- 중앙대학교 경제학 석사 (1984. 3. - 1986. 2.)

## 주요 경력
- 통일연구원
  - 원장. (2019. 6. - 2020. 1.)[1][2]
  - (석좌)연구위원,
  - (선임)연구위원, (1997. 12. - )
- 민족화해협력범국민협의회 정책위원장, (2013. 2. - )
- 북한대학원대학교 겸임교수 (2012. 3. - )
- 전, 동북아시대위원회 (참여정부 대통령자문기관) 전문위원 (남북경협 담당) (2003. 8. - 2006. 12)